# Большая красная единица
«Большая красная единица» (англ. The Big Red One) — фильм Сэмюэла Фуллера о Второй мировой войне. Сценарий написан Фуллером на основе личного опыта службы в 1-й пехотной дивизии, прозвище которой послужило заглавием для фильма.

## Сюжет
В центре событий — четверо рядовых, вместе со своим сержантом прошедших войну от начала до конца и ставших известными как «Четыре всадника Сержанта». Военные действия охватывают высадку в Северной Африке и вторжение в Европу. Серия эпизодов разворачивается от Североафриканской кампании до освобождения концлагеря Фалькенау.

## В ролях
- Ли Марвин — Сержант
- Марк Хэмилл — рядовой Грииф
- Роберт Кэррадайн — рядовой Заб
- Бобби Ди Чикко — рядовой Винчи
- Келли Уорд — рядовой Джонсон
- Зигфрид Раух — фельдфебель Шрёдер
- Стефан Одран — валлонская партизанка в убежище
- Серж Маркан — Рансонне

## История создания

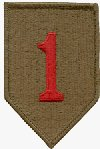
Нарукавная нашивка 1-й пехотной дивизии Армии США.

Компания Warner Brothers была очень заинтересована в проекте в конце 1950-х — начале 1960-х годов, отправляла Фуллера в Европу для выбора натуры и в качестве подготовительной работы поручила ему фильм «Мародёры Меррилла». После споров, возникших у Фуллера с Джеком Уорнером и со студией из-за сделанных в «Мародёрах» купюр, проект «Большая красная единица» был оставлен.
Съёмки начались в 1978 г. в Израиле и Ирландии.
Премьера состоялась 18 июля 1980 года. Прокатная версия фильма была сильно урезана. Восстановленная версия вышла на DVD в 2004 года, через семь лет после смерти Фуллера.